# Teplička
Teplička (německy Töpeles) je obec v okrese Karlovy Vary v Karlovarském kraji. Žije v ní 102 obyvatel.

## Historie
První písemná zmínka o vesnici pochází z roku 1475.

## Obyvatelstvo
Při sčítání lidu v roce 1921 ve vsi žilo 383 obyvatel (z toho 202 mužů), z nichž bylo sedm Čechoslováků, 369 Němců a sedm cizinců. Kromě tří evangelíků byli římskými katolíky. Podle sčítání lidu z roku 1930 měla vesnice 408 obyvatel: šestnáct Čechoslováků, 389 Němců, jednoho Žida a dva cizince. Kromě tří evangelíků, jednoho žida, jednoho příslušníka nezjišťovaných církví a jednoho člověka bez vyznání se hlásili k římskokatolické církvi.
| Rok            | 1869 | 1880 | 1890 | 1900 | 1910 | 1921 | 1930 | 1950 | 1961 | 1970 | 1980 | 1991 | 2001 | 2011 | 2021 |
| -------------- | ---- | ---- | ---- | ---- | ---- | ---- | ---- | ---- | ---- | ---- | ---- | ---- | ---- | ---- | ---- |
| Počet obyvatel | 277  | 315  | 324  | 386  | 384  | 383  | 408  | 148  | 151  | 107  | 81   | 73   | 74   | 98   | 113  |
| Počet domů     | 35   | 41   | 41   | 45   | 47   | 50   | 58   | 40   | 34   | 31   | 29   | 27   | 29   | 33   | 39   |

## Obecní správa
Mezi lety 1850–1888 patřila Teplička jako osada obce k Ležnicím v okrese Falknov. V letech 1888–1975 byla obcí v okrese Falknov (1890), posléze v okrese Teplá (1900–1930), poté v okrese Karlovy Vary-okolí (1950) a později v okrese Karlovy Vary. Od 1. ledna 1976 do 23. listopadu 1990 patřila jako část města k Bečovu nad Teplou a od 24. listopadu 1990 je opět samostatnou obcí.

### Obecní symboly
Znak a vlajka byly obci uděleny rozhodnutím předsedy Poslanecké sněmovny Parlamentu České republiky dne 15. dubna 2010.

## Galerie

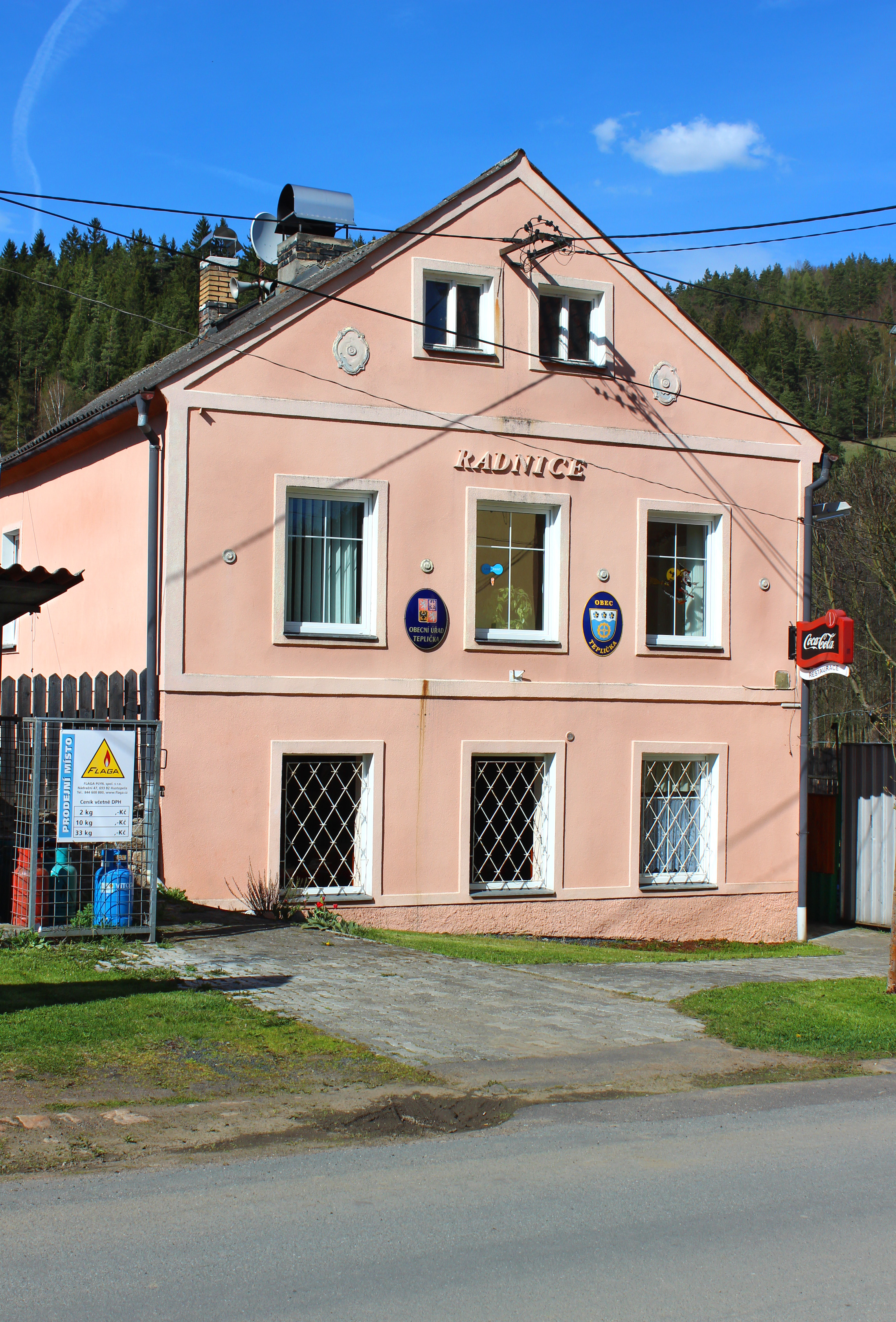
Radnice
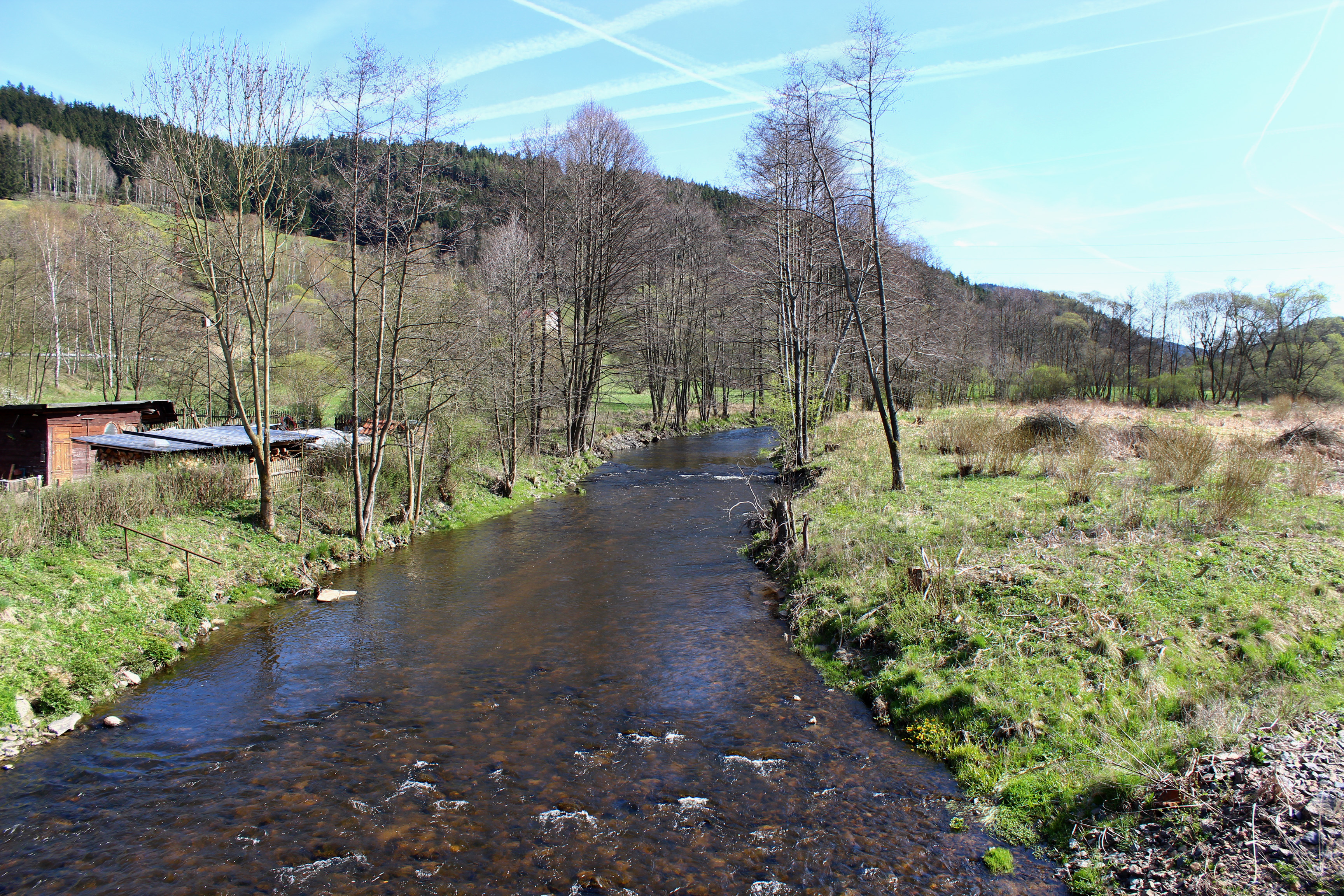
Řeka Teplá
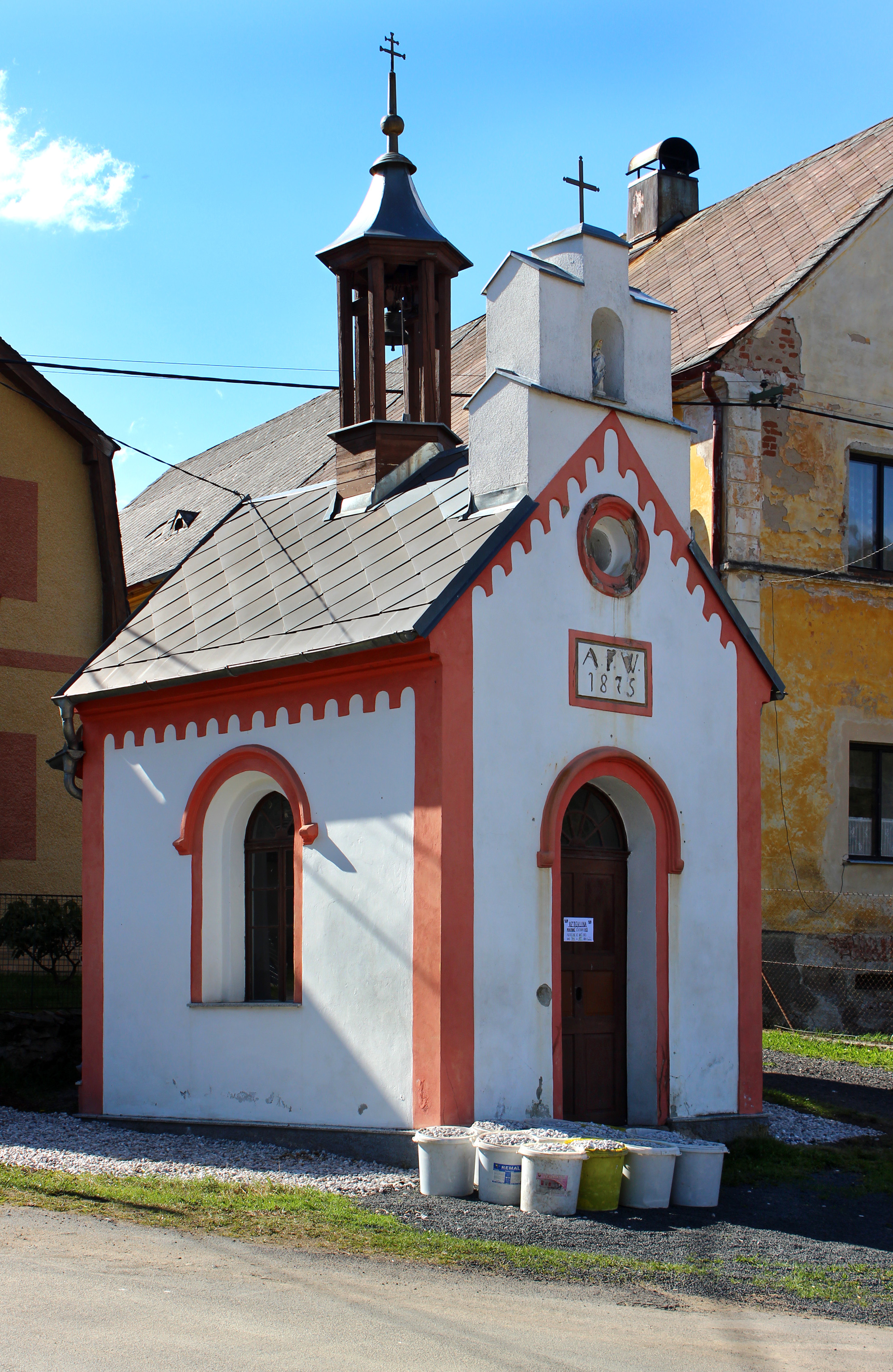
Kaplička na návsi
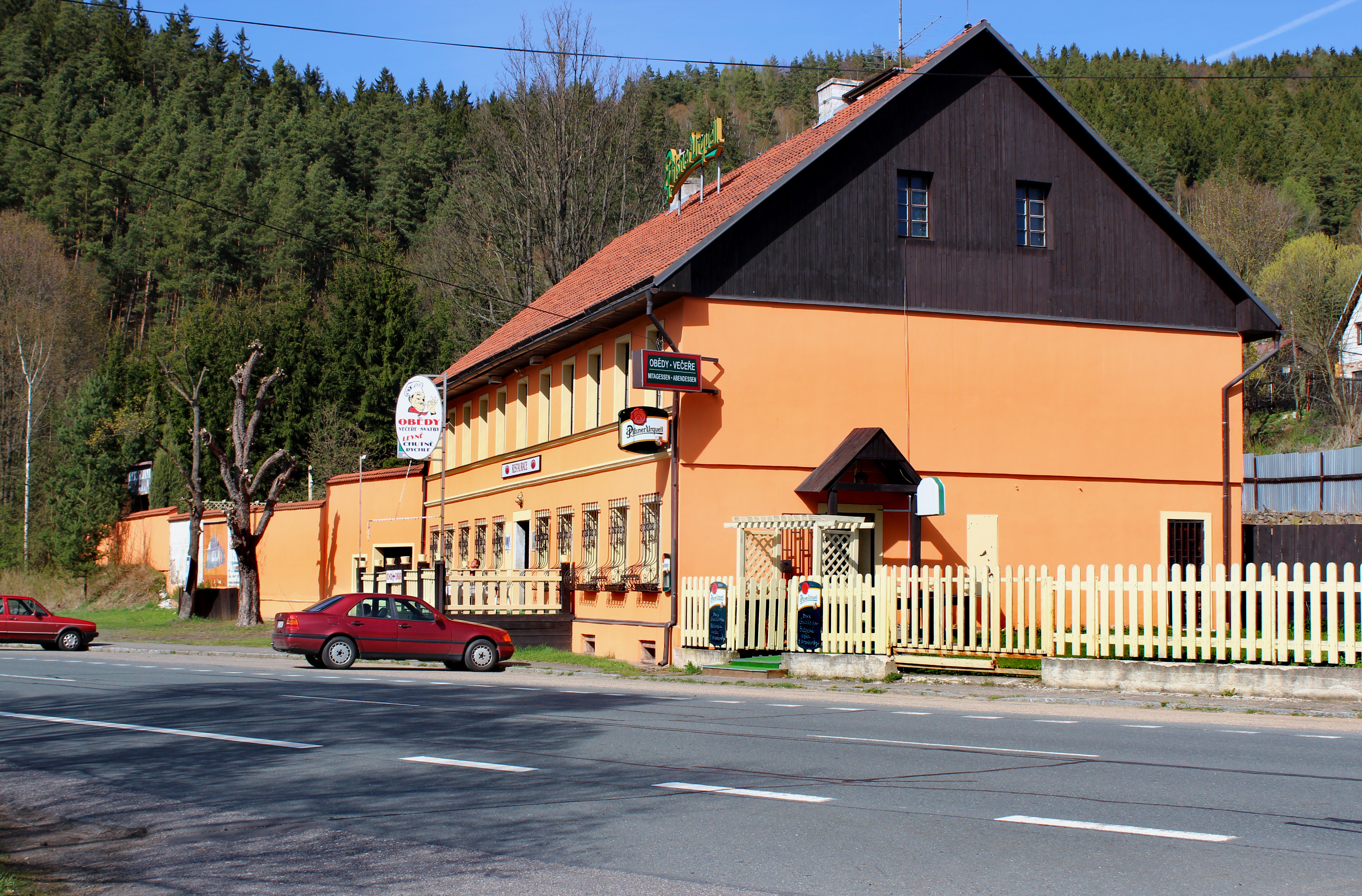
Restaurace u hlavní silnice
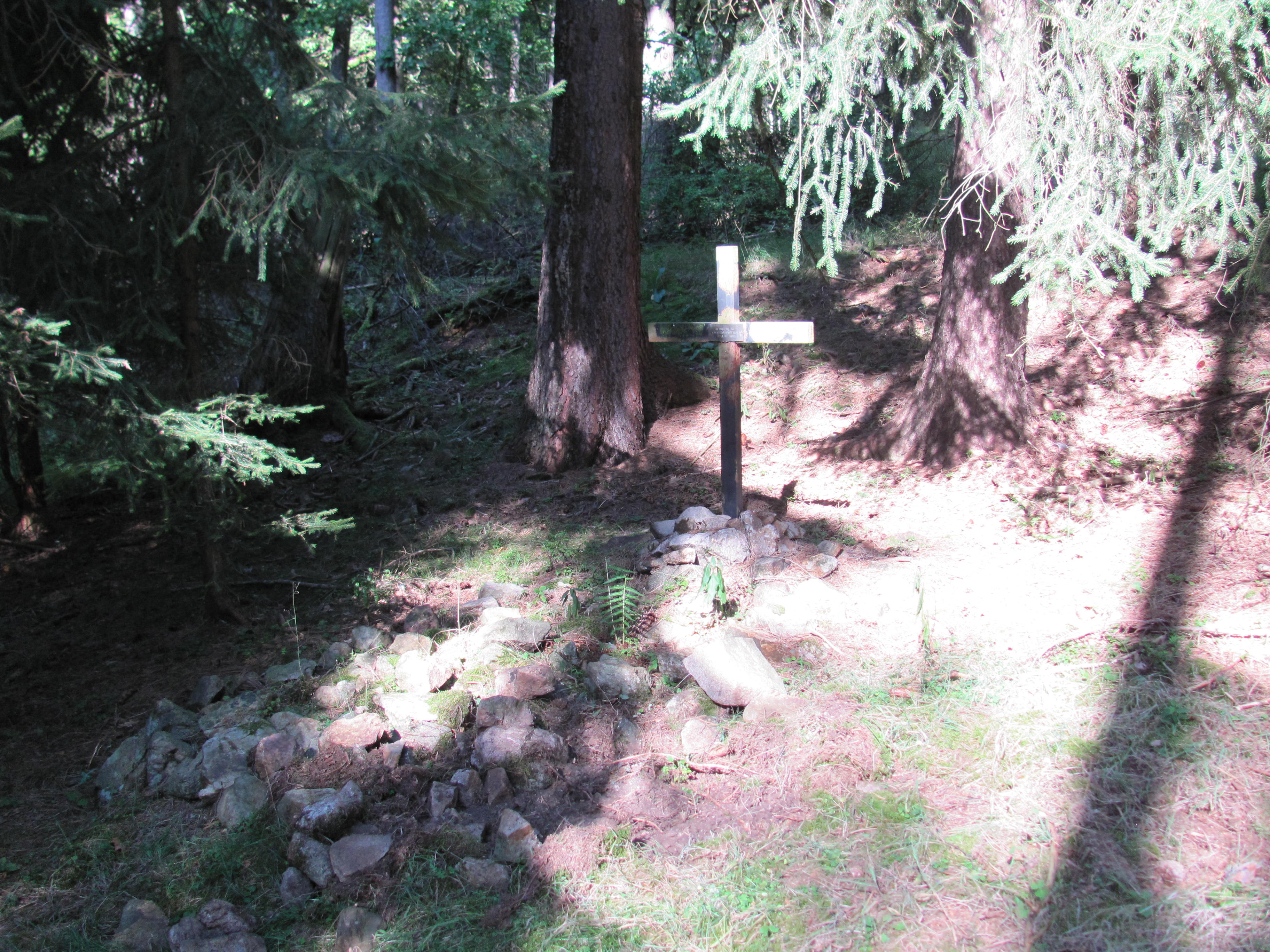
Pomníček dvou neznámých amerických letců v lese nad obcí